# Torymus rugosipunctatus
Torymus rugosipunctatus är en stekelart som beskrevs av William Harris Ashmead 1894. Torymus rugosipunctatus ingår i släktet Torymus och familjen gallglanssteklar. Inga underarter finns listade i Catalogue of Life.